# Universiade d'hiver de 2021
Navigation
Édition précédente Édition suivante
L'Universiade d'hiver de 2021 est la 30e édition des Universiades d'hiver. Elle était prévue à Lucerne en Suisse du 21 au 31 janvier 2021, mais devait dans un premier temps être reportée du 11 au 21 décembre 2021 à cause de la pandémie de Covid-19 pour finalement être annulé le 29 novembre 2021.

## Sélection de la ville hôte

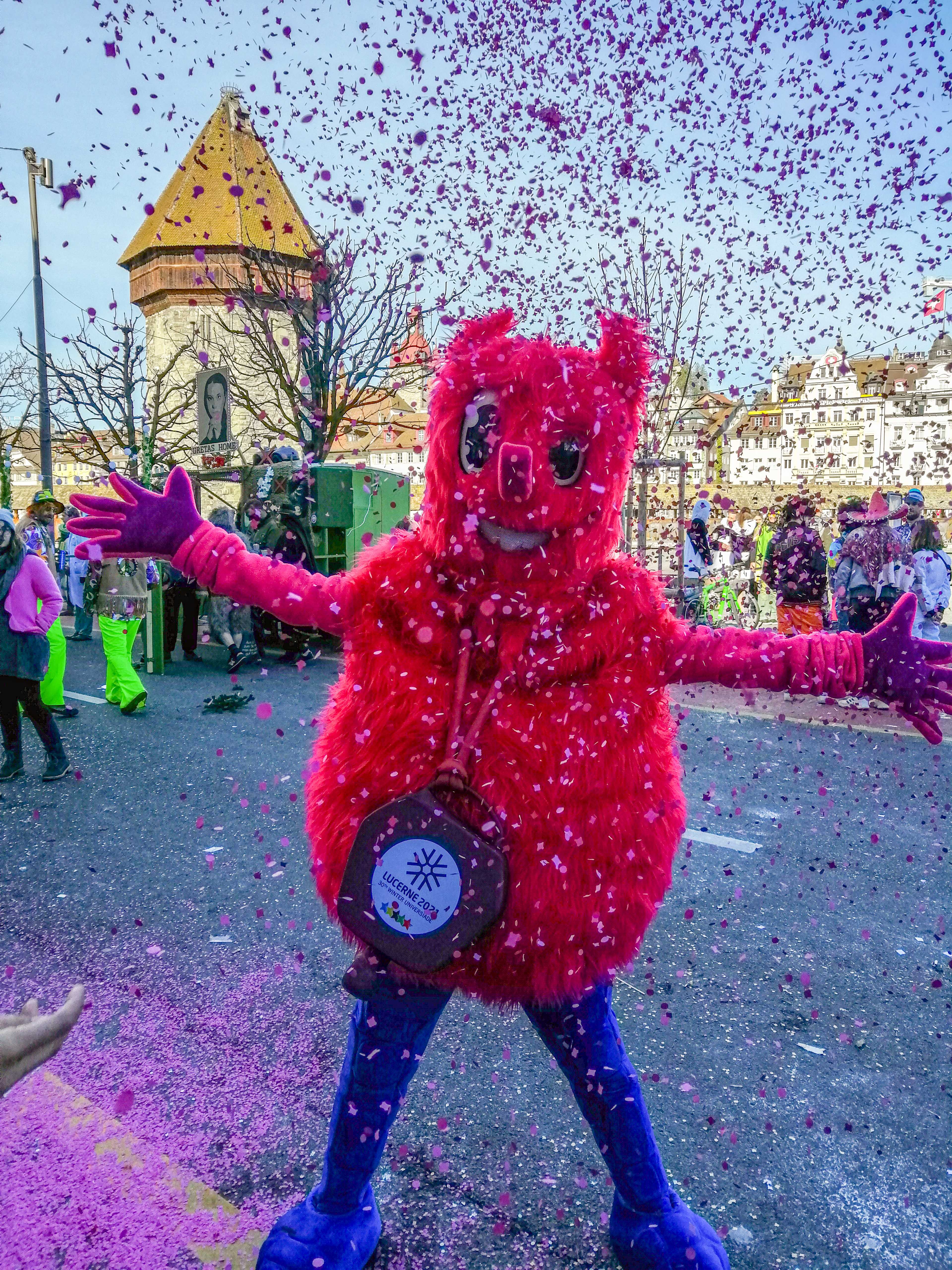
La mascotte Wuli au carnaval de Lucerne 2020.

La candidature de la Suisse centrale est lancée en 2014. L'association « Winteruniversiade 2021 » dont les cantons de Suisse centrale et la ville de Lucerne font partie est fondée en septembre 2015. La région est choisie par la Fédération internationale du sport universitaire le 5 mars 2016 pour organiser la 30e édition des Universiades d'hiver, avec Lucerne comme ville hôte. C'est la deuxième fois que cette compétition est attribuée à la Suisse après l'édition de 1962 organisée à Villars-sur-Ollon.

## Sites prévus
L'Universiade est organisée conjointement par les six cantons de Suisse centrale (Lucerne, Uri, Schwytz, Obwald, Nidwald et Zoug) et la ville de Lucerne. Les dix disciplines seront disputées sur sept sites déjà existants.
| Commune              | Site                            | Disciplines                                               |
| -------------------- | ------------------------------- | --------------------------------------------------------- |
| Andermatt-Realp (UR) | Centre nordique de Realp        | Ski de fond                                               |
| Engelberg (OW)       | Sporting Park                   | Curling                                                   |
| Engelberg (OW)       | Jochpass 2222                   | Snowboard, Ski acrobatique                                |
| Lenzerheide (GR)     | Biathlon Arena Lenzerheide (de) | Biathlon, ski d'orientation                               |
| Lucerne (LU)         | Centre de glace régional        | Patinage artistique, patinage de vitesse sur piste courte |
| Stoos (SZ)           | Franz-Heinzer-Piste / Maggiweid | Ski alpin                                                 |
| Sursee (LU)          | Patinoire de Sursee             | Hockey sur glace                                          |
| Zoug (ZG)            | Bossard Arena                   | Hockey sur glace                                          |

## Report
Les organisateurs annoncent le 31 août 2020 que l'Universiade n'aura pas lieu en janvier 2021 comme prévu et qu'un report est étudié. Le 25 septembre 2020, la FISU indique que Lucerne reste le premier choix pour l'accueil de l'événement. Les dates envisagées sont décembre 2021, janvier 2022 et mars 2022.